# Бодрье, Жак
Жак Бодрье (фр. Jacques Baudrier) — французский яхтсмен, серебряный призёр летних Олимпийских игр 1900.
На Играх участвовал в нескольких гонках на яхтах. С яхтой Crabe II в классе 0,5—1 тонны занял второе место, получив серебряную медаль. На яхте Nina-Claire участвовал в двух гонках для яхт водоизмещением 1—2 тонны, заняв в первой третье, а во второй четвёртое место. Однако МОК не упоминает его в списке медалистов в этом соревновании, поэтому формально он получил только одну медаль. Последним его соревнованием была гонка в открытом кассе, в которой он, на Crabe II, не смог финишировать.